# Giovanni-Battista Fossati
Giovanni-Battista Fossati (født i Italien – 1756 i København) var en dansk hofstukkatør.
Fossati kom senest 1738 til Danmark, hvor han arbejdede som svend i Carlo Enrico Brennos værksted. Muligvis har Brenno kaldt ham til Danmark for at arbejde på det første Christiansborg. 1743 fik han rejsepas til Italien, men tidspunktet for hans hjemvenden kendes ikke. December 1745 søgte han straks efter Brennos død om hofstukkatørembedet, anbefalet af Nicolai Eigtved, men først juli 1747 fik han bestallingen. 1750 tog han borgerskab som gipser i København.
Fossatis udsmykninger på Christiansborg gik tabt ved branden 1794, men hans bevarede lofter i Moltkes Palæ vidner om, at Fossati var en virtuos stukkatør, som kunne måle sig med samtidens bedste i Europa. Hans ornamentik har generelt et sydtysk præg, mens loftsrosetterne i Appartementssalen på Christiansborg var rent franske. Fossati arbejdede efter andres, især Eigtveds, forlæg.
Han blev gift 19. august 1749 på Frederiksberg med Antoinette Louise Lambert (ca. 1714 - begravet 27. september 1776 i København), datter af dansemester Jean-Baptiste Lambert og Sophie Louise Brinckmann. Hun blev gift 1. gang med hofstenhugger Georg Adam Drexel og 3. gang med stukkatør Christophoro Lorenzo Fossati.
Hans søn, senere hofgipser Carl Joseph Fossati, uddannedes hos sin fætter, hofstukkatør Christophoro Lorenzo Fossati. Han arbejdede på Christiansborg under C.F. Harsdorff, der anbefalede ham til hofgipser (efter 1777). Han nævnes endnu 1803. 

## Værker
- Fuldførte Brennos arbejder på Frederiksdal, hvor han bl.a. udsmykkede vestibulen (1746, bevaret)
- Stukloft i Friedrichsruhs slotskapel (efter Eigtveds tegning)
- Dronningens trappe, Christiansborg (1747, brændt 1794)
- Appartementsgalleriet m.m. sammesteds (1748, brændt 1794, gengivet i tegning af Wilhelm von Haffner)
- Festjubilæumsdekorationer (1749, forsvundet)
- Den nye Mønt ved Charlottenborg (1750, forsvundet)
- Christiansborg (1750, brændt 1794)
- Prinsens Palæ (1750, bevaret)
- Moltkes (Christian VII's) Palæ på Amalienborg (1752, bevaret, efter tegninger af Eigtved)
- Dronningens Galleri på Christiansborg (1754, brændt 1794)